# Kortrijk Koerse
La Kortrijk Koerse és una cursa femenina de ciclisme d'un dia que es celebra a Bèlgica des de l'any 2022. Està integrada dins el calendari femení de l'UCI com a cursa 1.1.
Es disputa anualment pels voltants de la vila de Kortrijk. La primera vencedora fou la belga Julie De Wilde.

## Palmarès
| Any  | Vencedora         | Segona           | Tercera          |
| ---- | ----------------- | ---------------- | ---------------- |
| 2022 | Julie De Wilde    | Susanne Meistrok | Silvia Persico   |
| 2023 | Daria Pikulik     | Julie De Wilde   | Valentine Fortin |
| 2024 | Sofie van Rooijen | Chiara Consonni  | Daria Pikulik    |
| 2025 |                   |                  |                  |